# Garut (Amen)
Garut is een bestuurslaag in het regentschap Lebong van de provincie Bengkulu, Indonesië. Garut telt 773 inwoners (volkstelling 2010).